# Кайседо, Андрес
Луис Андрес Кайседо Эстела  (исп. Andrés Caicedo ; 29 сентября 1951, Кали, Колумбия — 4 марта 1977, там же) — колумбийский писатель

 и драматург.

## Биография
Заниматься творчеством начал с 10 лет. Окончил университет в родном городе. Бо́льшую часть своей жизни провёл в Кали, где занимался организацией различных культурных движений, таких как литературная группа «Los Dialogantes», Киноклуб Кали и журнал «Ojo con el Cine».
В конце 60-х годов стали известны его первые драматические произведения.
В 1970 году за работу «Los dientes de caperucita» был награждён Первой литературной премией Каракаса. В 1972 году его повесть «Погода на болоте» была награждена на конкурсе Universidad Externado de Colombia в Боготе.
В 1973 году Кайседо отправился в Лос-Анджелес и Нью-Йорк в надежде встретиться с легендарным кинорежиссёром Роджером Корманом, чтобы предложить ему четыре своих сценария. Потерпев неудачу, занялся изучением кинематографа, блюза и рока, особенно Rolling Stones, взялся за написание истории — ¡Que viva la música!, работа, которая сделала имя Кайседо всемирно известным. Также начал работу над «Воспоминаниями любителя кино».
4 марта 1977 года совершил самоубийство, приняв большую дозу снотворного.
Несмотря на преждевременную смерть, работы А. Кайседо считаются одними из самых оригинальных произведений в Колумбии.

## Романы
- ¡Que viva la música! (1977)
- Noche sin fortuna (неокончен) (1976)
- La estatua del soldadito de plomo (неокончен)(1967)

### Рассказы
- Pronto (1976)
- En las garras del crimen (1975)
- Maternidad (1974)
- El pretendiente (1972)
- El tiempo de la ciénaga (1972)
- El atravesado (1971)
- Destinitos fatales (1971)
- Calibanismo (1971)
- Patricialinda (1971)
- Antígona (1970)
- Berenice (1969)
- Lulita, ¿qué no quiere abrir la puerta? (1969)
- Felices amistades (1969)
- El espectador (1969)
- De arriba a abajo de izquierda a derecha (1969)
- Besacalles (1969)
- Vacíos (1969)
- Por eso yo regreso a mi ciudad (1969)
- Infección (1966)
- Los mensajeros (1969)
- Los dientes de Caperucita (1969)
- Infección (1966)
- El silencio (1964)

### Пьесы (для кино и театра)
- Un hombre bueno es difícil de encontrar (1972)
- El fin de las vacaciones (1967)
- Recibiendo al nuevo alumno (1967)
- El mar (1967)
- Los imbéciles también son testigos (1967)
- La piel del otro héroe (1967)
- Las curiosas conciencias (1966)